# Ковчег (группа)
«Ковчег» — российская музыкальная группа, её создатель и бессменный лидер — Ольга Арефьева. Первый состав группы собрался в 1990 году в Москве.
В разные годы группа работала в рамках различных программ и музыкальных проектов. В зависимости от программы или проекта «Ковчег» имеет ряд дополнительных названий: «Электрический Ковчег» (или «Ковчег. Электричество»), «Акустик-Ковчег», «Блюз-Ковчег», «Регги-Ковчег», «Рояль-Ковчег», «Шансон-Ковчег»,  «Кабаре-Ковчег», «Шарабан-Ковчег». Также в рамках группы с 2001 года постоянно существует «Анатомия» — дуэт с Петром Акимовым, возникает и исчезает множество дополнительных проектов. Роднит все «Ковчеги» участие Ольги Арефьевой, при этом большинство музыкантов участвуют сразу в нескольких проектах группы.

## «Ковчег. Электричество»
Электрический состав группы. В 90-е годы фактически электрическими были проекты «Блюз-Ковчег» и «Регги-Ковчег». «Блюз-Ковчег» просуществовал недолгое время в 1991 году и был первым профессиональным составом Арефьевой, куда кроме неё самой вошли: Андрей «Энди» Сорокин (гитара), Сергей «Клавдий» Кургалимов (клавиши), Сергей Смирнов (бас) и Баринов Алексей (барабаны). Через два года Ольга представила свой новый проект «Регги-Ковчег», который в 1994-96 годах наряду с «Акустик-Ковчегом» стал основным проектом группы. По мнению самой Ольги, «золотым» составом «Регги-Ковчега» считается следующий: Ольга Арефьева (голос и гитара), Игорь «Сталкер» Вдовченко (гитара), Всеволод Королюк (барабаны), Михаил Трофименко (бас), Борис Марков (перкуссия). Во второй половине 90-х годов проект «Регги-Ковчег» постепенно трансформировался сначала просто в «Ковчег», а в 2000-х и в «Ковчег. Электричество» (что не мешало Ольге и дальше писать, исполнять и записывать песни в соответствующем стиле).
В настоящее время электрический состав, как правило, исполняет песни с альбомов «Батакакумба», «Регги Левой Ноги», «Кон-Тики», «А и Б», «Авиатор» и «Снег».
У Ольги сейчас действующих проекта всего 2: Это сольное творчество с фольклорным подтекстом под названием "ТриПтиц" и проект с полноценным составом группы. 
Так же некоторые концерты проходят в формате полуакустика с Петром Акимовым или с другими музыкантами, с которыми она знакома. 
Проект акустика проводился только на сцене ЦДХ, но после его закрытия проект сам собой закончился. 
Остальные проекты не имели должного отклика у организаторов и зрителей.

### Альбомы

#### «Регги-Ковчег»
- Reggae-Ковчег (1994)
- Батакакумба (1995)
- Регги Левой Ноги (2000)

#### Электрический «Ковчег»
- Божия коровка (1999)
- Кон-Тики (2004)
- А и Б (2006)
- Авиатор (2010)
- Снег (2011)
- Хвоин (2012)
- Театр (2013)
- Время назад (2015)
- Глина (2016)
- Ангел и девочка (2017)

## «Акустик-Ковчег»
«Акустик-Ковчег» стал самым первым составом группы, который существует (с небольшими перерывами) с 1990 года и исполняет песни в соответствующем жанре. Первый акустический состав, где играли Ольга Арефьева, гитарист Владимир Симбирцев и скрипачка и певица Мила Кикина распался уже через год, успев записать магнитоальбом, но в 1992 году Ольга собрала новый состав «Акустик-Ковчега», после чего на несколько лет этот проект стал наиболее важным в её творчестве. Более того, во многом под влиянием «Акустик-Ковчега» в Москве оформилось рок-акустическое движение, имеющее свои стилистические особенности, и вскоре был создан клуб «Аку» (в Измайловском парке столицы). После создания «Регги-Ковчега» несколько лет оба проекта существовали параллельно, музыканты лишь меняли акустические инструменты на электрические. Однако в 1999 году, во время студийной работы над альбомом «Колокольчики» некоторые музыканты, игравшие в группе в начале 90-х, собрались вновь.
В 2000-е годы группа продолжала давать акустические концерты, в которых принимали участие как музыканты различных проектов группы, в том числе её электрического состава, так и музыканты, не входящие в состав группы, например, Сергей Калугин и Юлия Теуникова, и время от времени выпускала акустические альбомы. 31 марта 2006 года с акустическим составом группы выступил бас-гитарист Тони Левин (исполнялись, в основном, русские народные песни). Часть концерта вошла в двойной CD+DVD альбом «Каллиграфия».
Помимо собственно акустического состава с 2001 года в рамках группы существует проект «Анатомия» — дуэт Ольги Арефьевой и Петра Акимова. Позднее к ним присоединился Сергей Индюков (скрипка, гитара-малышка) и коллектив превратился в акустическое трио.

### Альбомы
- Акустик-Ковчег (1994)
- Девочка-скерцо (1997)
- Сторона От (1998)
- Колокольчики (1999)
- Анатомия (2001) (проект «Анатомия»)
- Письма Бабочек (2004)
- Каллиграфия (2008)

## «Шансон-Ковчег»
Премьера проекта состоялась в ЦДХ 27 марта 2003. Репертуар — жестокие романсы, смертельные баллады, плясовые, любовные, беспризорничьи, свадебные и похоронные песни.

### Альбомы
- Крутится-Вертится (2005)

## «Рояль-Ковчег»
Проект «Рояль-Ковчег» существовал в середине 2000-х и представлял собой концерт-моноспектакль (Ольга Арефьева играла и пела под аккомпанемент рояля и виолончели) из песен различных авторов.

## Музыканты различных составов группы
- Ольга Арефьева — голос, вокализ, гитары, перкуссия, народные инструменты, стихи, музыка, автор (основатель и автор всех проектов)

- Елена Калагина - бэк-вокал, перкуссия (2004- н.в.)

- Сергей Суворов — бас-гитара («Ковчег. Электричество», «Акустик-Ковчег», «Шансон-Ковчег») (2002-н.в.) (с 1997 по 2008 г. — звукорежиссёр группы)

- Сергей Седых - лидер-гитара (2021-н.в.)

- Максим Демидов - ударные (2021-н.в.)

- Евгений Ершов - баян

- Александр Лежнёв  - рояль ("Рояль-Ковчег") (2021/2022 - н.в.)

- Анатолий Жемир  - звукорежиссура - (2008 - н.в.)

- Пётр Акимов — виолончель, клавишные, аккордеон (все составы) (1992-2021)

- Сергей Индюков — гитара («Ковчег. Электричество», «Акустик-Ковчег», «Шансон-Ковчег») (2006-2021)

- Андрей Чарупа — барабаны, перкуссия («Ковчег. Электричество», «Акустик-Ковчег», «Шансон-Ковчег») (2008-2021)

- Тимур Ибатуллин — перкуссия, ударные, бас-гитара, клавишные , запись, сведение, мастеринг («Акустик-Ковчег», «Ковчег. Электричество») (2008-?)

- Айдар Гайнуллин — баян («Шансон-Ковчег») (2003-?)

- Людмила Кикина — вокал, скрипка («Акустик-Ковчег») (1990—1991, 1998—2000)

- Михаил Трофименко — гитара, бас-гитара, мандолина, трёхлитровая банка, балалайка, клавишные («Ковчег. Электричество», «Регги-Ковчег», «Акустик-Ковчег») (1993—2002)

- Всеволод Королюк — бас-гитара, флейта, барабаны, бонги («Ковчег. Электричество», «Регги-Ковчег», «Акустик-Ковчег») (1994—2003)

- Борис Марков — барабаны, бонги («Ковчег. Электричество», «Регги-Ковчег», «Акустик-Ковчег») (1994—2002)

- Мстислав Кондратьев — гитара («Регги-Ковчег») (ок. 1994)

- Игорь «Сталкер» Вдовченко — гитара («Регги-Ковчег») (ок. 1995)

- Александр Соков — гитара («Регги-Ковчег», «Акустик-Ковчег») (1996—1997)

- Александр Воронин † — флейта («Акустик-Ковчег») (1992—1993, 1997)

- Сергей Перминов — рояль, клавишные («Регги-Ковчег», «Акустик-Ковчег», «Рояль-Ковчег») (2001—2008)

- Михаил Смирнов — перкуссия («Акустик-Ковчег») (2002—2008)

- Сергей Ватаву — гитара («Ковчег. Электричество», «Шансон-Ковчег») (2003—2006)

- Сергей Жариков — барабаны, перкуссия («Ковчег. Электричество», «Шансон-Ковчег») (2003—2006)

- Антон Лукьянчук — барабаны («Ковчег. Электричество», «Шансон-Ковчег») (2006—2008)

## Галерея

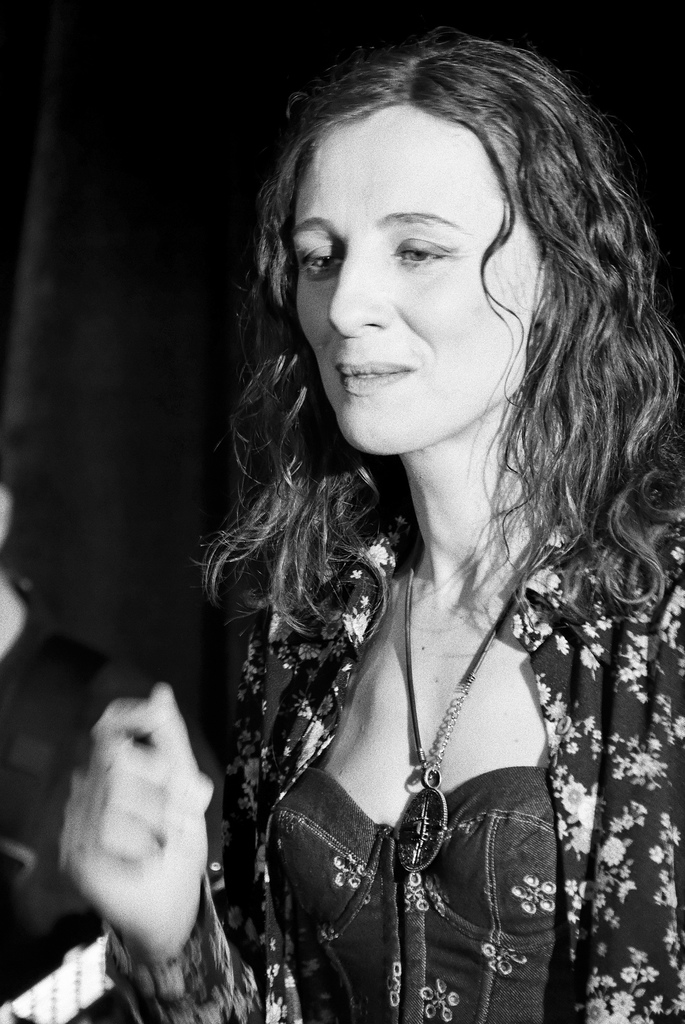
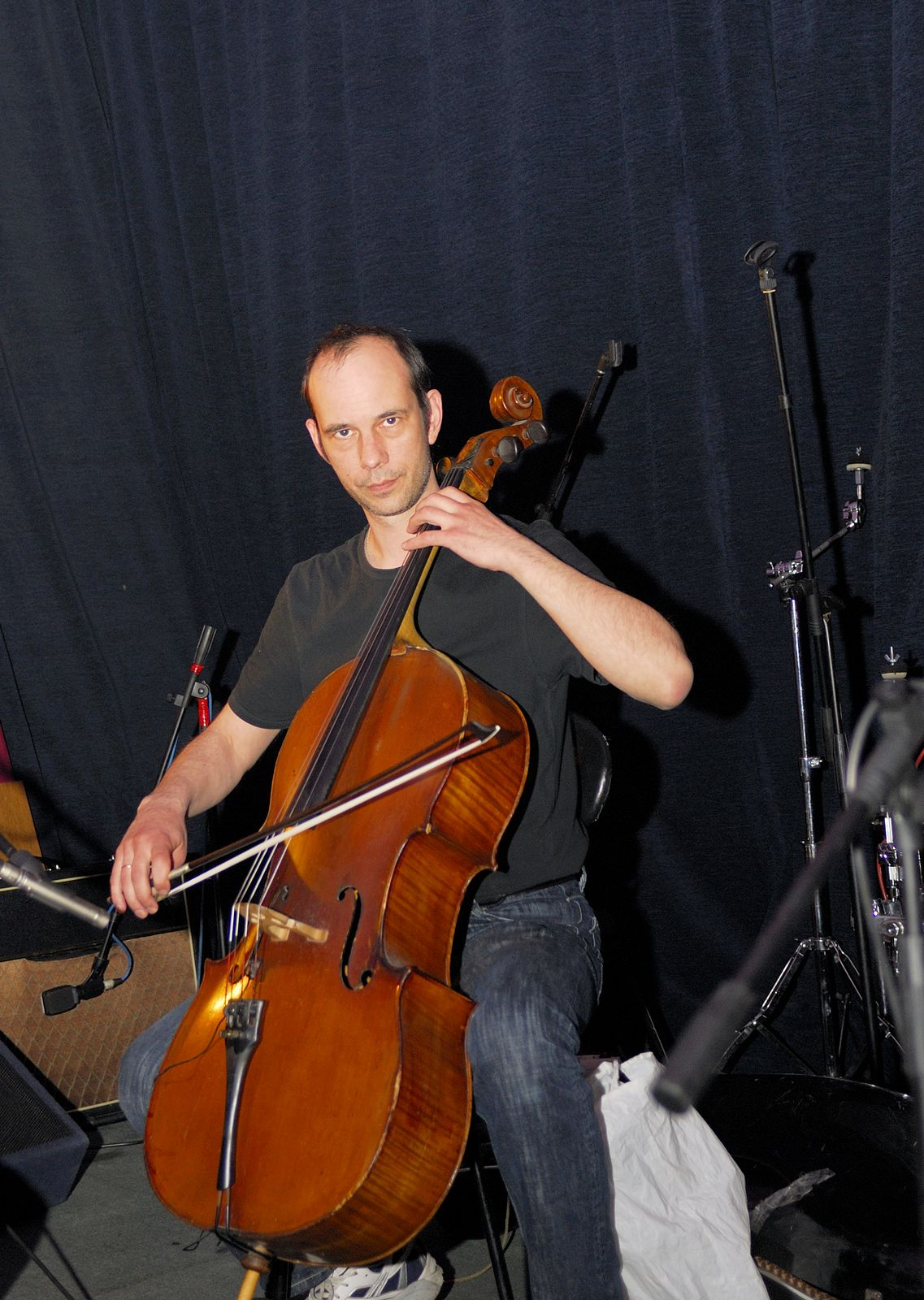
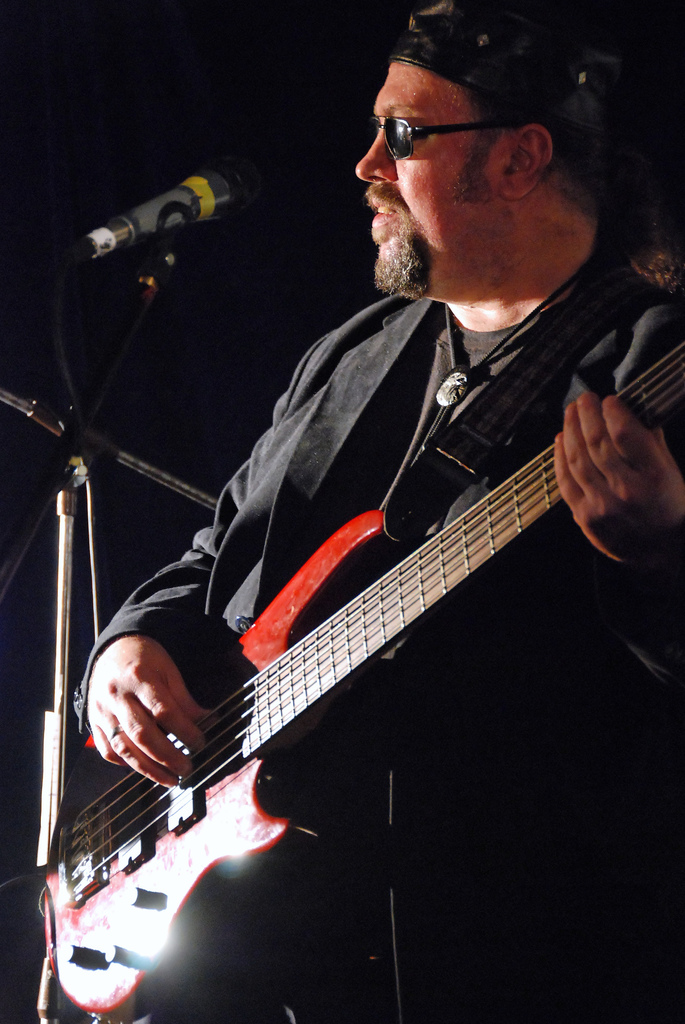
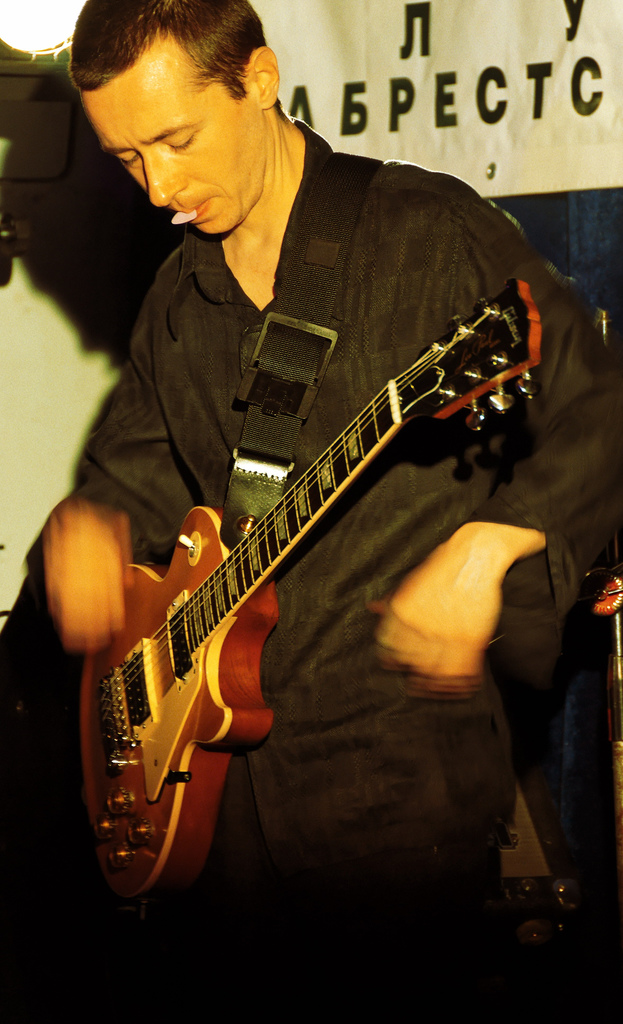